# Petrocodon dealbatus
Petrocodon dealbatus là một loài thực vật có hoa trong họ Tai voi. Loài này được Hance miêu tả khoa học đầu tiên năm 1883.